# Castelvecchio Calvisio
Castelvecchio Calvisio es un municipio situado en el territorio de la Provincia de L'Aquila, en Abruzzo (Italia). Forma parte de la Comunità Montana Campo Imperatore-Piana di Navelli.

## Demografía
| Gráfica de evolución demográfica de Castelvecchio Calvisio entre 1861 y 2001 |
|                                                                              |
| fuente ISTAT - elaboración gráfica a cargo de Wikipedia                      |